# Эберт, Карл Йозеф
Карл Йозеф Эберт (нем. Karl Joseph Eberth; 21 сентября 1835, Вюрцбург — 2 декабря 1926, Берлин) — немецкий анатом и гистолог, а также бактериолог.

## Биография
Карл Йозеф Эберт изучал медицину в Вюрцбургском университете.
В 1859 году доктор медицины, в 1865 году приглашен профессором патологической анатомии в Цюрих, где с 1874 года читал патологию, гистологию и эмбриологию в ветеринарном училище.
В 1881 году перешёл профессором гистологии и сравнительной анатомии в Галле, где с 1895 года читал патологическую анатомию и патологию и состоял директором Патологического института.
Научные работы Эберта касаются преимущественно гистологии и патологической анатомии.

## Работы
- «Ueber den Bau und die Entwicklung der Blutcapillaren» (2 ч., «Würzb. naturw. Zeitschr.», 1866—67);
- «Ueber den feineren Bau der Lunge» («Zeitschr. f. wiss. Zool.», 1865);
- «Untersuchungen über die Leber der Wirbelthiere» («Arch. f. micr. Anat.», 1867);
- «Die Trombose» (вместе с Шиммельбушем, Штутг., 1888);
- «Die Elemente der quergestreiften Muskeln» («Arch. f. path. Anat. u. Phys.», 1866);
- «Ueber Kern- und Zelltheilung» («Arch. f. path. Anat. u. Phys.», 1876) и многие другие.

Кроме этого, Эберт издал 4-е издание «Mikroskopische Technik» Фридлэндера (Б., 1889). С 1890 года вместе с Курсахманом редактировал журнал «Fortschritte der Medicin».